# Unió Esportiva Tossa
La Unió Esportiva Tossa és un club de futbol català de la vila de Tossa de Mar. Fundat l'any 1922, el seu primer equip masculí milita al Grup 1 de la Primera Catalana. Avui en dia, el club està format per 10 equips de futbol 11 i una escola de futbol per a nens i nenes de 4 i 5 anys.
Durant la temporada 1991/92, l'equip va arribar a la final de la Copa Catalana de Futbol Femení contra l'Barça, i a la temporada següent, 1992/93, va disputar la Copa de la Reina contra l'Sports Port de Castelló a doble partit.
Des de l'any 1962-63 fins a l'any 2010-11 el club ha militat 11 temporades a Primera Regional i Regional Preferent, 24 temporades a Segona Regional i Segona Territorial i 3 temporades a Tercera Regional. Actualment La UE Tossa compta amb aproximadament 331 socis i sòcies i una penya oficial, la Tossa Hooligans.